# Dłużek (jezioro w powiecie iławskim)
Dłużek – jezioro w woj. warmińsko-mazurskim, w powiecie iławskim w gminie Kisielice, leżące na terenie Pojezierza Brodnickiego.

## Hydronimia
Jezioro pojawia się w źródłach w 1331 jako Dlugen lub Dulgen, a następnie Dlugin (1346), Glaubensee (1539), Langer oder Dłuzic See (1898), See Dluzik oder Langer (1910), Dluzik See (1927), Dłużyca (1932), Langer See (1939), Dlusitsch See (1940), Dłużek (1950), Jezioro Dłużek (1970). Państwowy rejestr nazw geograficznych jako nazwę urzędową akwenu podaje Dłużek, wymieniając nazwę oboczną Dłużyca.

## Morfometria
Według danych Instytutu Rybactwa Śródlądowego powierzchnia zwierciadła wody jeziora wynosi 100,7 ha, natomiast A. Choiński, poprzez planimetrowanie na mapach 1:50 000, określił wielkość jeziora na 103,5 ha. Jeziorna jednolita część wód powierzchniowych ma powierzchnię 102 ha.
Średnia głębokość zbiornika wodnego to 7,4 m, a maksymalna – 14,9 m. Objętość jeziora wynosi 7434,5 tys. m³. Maksymalna długość jeziora to 4280 m, a szerokość 325 m. Długość linii brzegowej wynosi 9275 m.
Według Atlasu jezior Polski (red. J. Jańczak, 1997) lustro wody znajduje się na wysokości 86,0 m n.p.m., natomiast według numerycznego modelu terenu udostępnionego przez Geoportal lustro wody znajduje się na wysokości 86,5 m n.p.m.
Według Mapy Podziału Hydrograficznego Polski leży na terenie zlewni siódmego poziomu Zlewnia jez. Dłużek. Identyfikator MPHP to 2965461.

## Zagospodarowanie
W systemie gospodarki wodnej jezioro tworzy jednolitą część wód o kodzie PLLW20585. Administratorem wód jeziora jest Regionalny Zarząd Gospodarki Wodnej w Gdańsku. Utworzył on obwód rybacki, który obejmuje między innymi wody jeziora Dłużek wraz z wodami jego odpływu, aż do ujścia do rzeki Babka (Obwód rybacki jeziora Dłużec (Dłużek) na cieku bez nazwy w zlewni rzeki Osa).

## Czystość wód i ochrona środowiska
Badania z 2021 roku zaliczyły wody jeziora do wód o umiarkowanym stanie ekologicznym, co odpowiada III klasie jakości. O trzeciej klasie zadecydował stan elementów fizykochemicznych. W klasie elementów biologicznych zbadano tylko fitoplankton i jego stan oceniono na dobry. Przeźroczystość wód została określona na 2 metry.
Akwen znajduje się na obszarze chronionego krajobrazu o nazwie Jeziora Goryńskiego. Powyższy obszar został ustanowiony w celu ochrony krajobrazu pojeziernego skupiającego jeziora Trupel, Goryńskie i Dłużek z uwagi na ich duże walory wypoczynkowe, turystyczne, rekreacyjne i wędkarskie.